# ثيودوسيوس الثالث
ثيودوسيوس الثالث (باليونانية: Θεοδόσιος Γ). كان الإمبراطور البيزنطي من 715م إلى 25 مارس 717م.

## حكمه
كان ثيودوسيوس ضابط المالي و جابيا للضرائب في الجزء الجنوبي من ثيمة اوبسيكيون، يقال انه ابن الإمبراطور السابق تبيريوس الثالث .عندما قامت قوات ثيمة اوبسيكيون بثورة ضد الإمبراطور أناستاسيوس الثاني ، اختاروا ثيودوسيوس الثالث كإمبراطور. .و بعد حصارهم القسطنطينية لمدة ستة أشهر، نجحوا بأخذ القسطنطينية بقيادة ثيودوسيوس الذي عين امبراطورا. مما اجبر هذا الإمبراطور المخلوع أناستاسيوس للفرار إلى نيقية، وكان مضطرا في نهاية المطاف أن يعترف بالإمبراطور الجديد في 716م وتقاعد إلى الدير في تسالونيكي. 

ولا يعرف سوى القليل من ثيودوسيوس في عهد حكمه القصير. فواجه على الفور الغزو العربي في عمق الأناضول وتقدم الأسطول العربي. في 716م خلص معاهدة مع ترفل البلغاري مواتية للبلغار في محاولة لتأمين الدعم ضد الغزو العربي. دفعت هذه السياسة ثمارها في سنة 719م عندما ساعد في تخفيف الحصار العربي الثاني للقسطنطينية.

## خلعه من الحكم
في سنة 717 م، حاكم مقاطعة انطوليا، ليو الايسواري ( ليو الثالث)، تمرد ضد حكم ثيودوسيوس بالتواطؤ مع الجنرال ارتاباسدوس، حاكم مقاطعة ارمينيا. و تم القبض على نجل ثيودوسيوس من قبل ليو في نيقوميديا، واختار ثيودوسيوس الاستقالة من العرش في 25 آذار 717م. هو وابنه اصبحا في وقت لاحق رجال الدين.
| قبله: أناستاسيوس الثاني | الأباطرة البيزنطيون 715-717 | بعده: ليو الثالث الإيساوري |

## مواضيع مرتبطة
- الإمبراطورية البيزنطية
- قائمة الأباطرة الرومان